# Barbara Bel Geddes
Barbara Bel Geddes, född 31 oktober 1922 i New York, död 8 augusti 2005 i Northeast Harbor i Maine, var en amerikansk skådespelare. Hon är dotter till formgivaren Norman Bel Geddes.

## Biografi
Bel Geddes började som teaterskådespelare när hon var 18 år. 1952 fick hon det prestigefyllda priset Woman of the Year Award från Hasty Pudding Theatricals USA; USA:s äldsta teaterföretag. Hon gjorde Broadwaydebut 1941 och medverkade i många teateruppsättningar genom åren; däribland som Maggie i originaluppsättningen av Tennessee Williams pjäs Katt på hett plåttak 1956 och i Jean Kerrs komedi Mary, Mary 1961 vilka gav henne Tony Award-nomineringar.
Hennes filmkarriär började i Lång natt 1947 och hon nominerades till en Oscar för bästa kvinnliga biroll 1948 i Lyckliga stunder. På grund av dålig hälsa och en utredning av House Unamerican Activites Committee avstannade hennes karriär under en tid. Hennes comeback kom då Alfred Hitchcock gav henne roller i fyra avsnitt av TV-serien Alfred Hitchcock presenterar och en viktig roll i filmen Studie i brott som James Stewarts före detta flickvän Midge Wood.
Bel Geddes pensionerade sig från filmen 1966 för att ta hand om sin sjuklige man, som dog av cancer 1972. 1978 var Bel Geddes nästan utblottad och hon skrev på för rollen som matriarken Miss Ellie Ewing i CBS nya såpopera Dallas, en roll som gav henne internationell berömmelse hos dagens publik. Hon innehade rollen från 1978 till 1990 och är den enda skådespelaren som vunnit både en Emmy (1980) för bästa skådespelerska i en dramaserie på bästa sändningstid och en Golden Globe. När Bel Geddes genomgick en hjärtoperation i mars 1984 blev Donna Reed hennes ersättare under säsongen 1984-1985. En händelse i Dallas handlade om Miss Ellies kamp mot bröstcancer och den efterföljande mastektomin, något som Bel Geddes hade upplevt på riktigt under tidigt 1970-tal. En kuriositet är att Bel Geddes i verkligheten bara var nio år äldre än Larry Hagman som spelade hennes son JR i Dallas.
År 1993 blev hon invald i American Theatre Hall of Fame och förenades därmed med sin far, scen- och industridesignern Norman Bel Geddes.
Bel Geddes skrev två barnböcker; I Like to Be Me (1963) och So Do I (1972) och skapade ett populärt gratulationskort.
Barbara Bel Geddes dog i lungcancer i sitt hem den 8 augusti 2005.

### Privatliv
Bel Geddes gifte sig med Carl Schreuer 1944 och de har en dotter tillsammans. De skilde sig 1951 och hon gifte sig med filmregissören Windsor Lewis senare samma år. De fick ett år senare en dotter.

## Filmografi i urval
- Lång natt (1947)
- Lyckliga stunder (1948)
- Panik på öppen gata (1950)
- Fjorton timmar (1951)
- Studie i brott (1958)[2]
- Five Pennies (1959)
- Fem brännmärkta kvinnor (1960)
- Illdåd i mörker (1970)
- Dallas[3] (1978-1984, 1985-1990)

## Utmärkelser
- Emmy Award - Outstanding Lead Actress In A Drama Series (1980)[4]
- Golden Globe - Best Television Actress – Drama Series (1982)[5]